# کلاس اندرسون
کلاس اندرسون (انگلیسی: Claes Andersson; ۳۰ مهٔ ۱۹۳۷ – ۲۴ ژوئیهٔ ۲۰۱۹) روان‌پزشک، مؤلف، شاعر، فهرست موسیقی‌دانان جاز، سیاستمدار اهل فنلاند بود.
وی همچنین برندهٔ جوایزی همچون جایزه اینو لینو شده‌است.